# Ana María Valverde
Ana María Valverde, también conocida como Ana Valverde de Gómez Mayorga (Ciudad de México, 1878-1954) fue una profesora normalista, educadora y escritora mexicana.

## Trayectoria
Estudió la carrera de maestra normalista en la Escuela Normal para Señoritas de la Ciudad de México, concluyendo en 1907. Recibió el apoyo del gobierno para concluir sus estudios al interrumpir sus estudios desempeñando diversos cargos como ayudante de escuelas y directora interina de una escuela en la Villa de Guadalupe Hidalgo, carrera en la que ascendió exitosamente hasta ser inspectora técnica de escuelas primarias en la capital mexicana. Fue autora del tercer tomo de Rafaelita, una colección de libros de texto educativos dirigido a la educación de las niñas de la época.
Dentro de su obra literaria se destacó el volumen de cuentos Entreabriendo la puerta (1946), hecho que supuso una oposición al estilo imperante al estilo literario de la época que se centraba fuertemente en el realismo social. Ana Valverde tendría éxito con esta obra en países como Argentina.
Publicó en las revistas Revista de las mujeres de México y La Mujer Mexicana.

## Obra
- Nostalgia de lo recóndito
- Tres ensayos (1941)
- Entreabriendo la puerta (1946)
- El divino mendigo (1949)
- Un mundo mejor (1950)
- Primeras y últimas rosas (versos, 1962)